# NGC 199
NGC 199 (ook wel PGC 2382, GC 103 of MCG +00-02-111) is een lensvormig sterrenstelsel in het sterrenbeeld vissen.
NGC 199 werd op 24 september 1862 ontdekt door de Duits-Deense astronoom Heinrich Louis d'Arrest.

## Synoniemen
- GC 103
- MCG +00-02-111
- PGC 2382
- UGC 415
- ZWG 383.58